# الطاقة في جورجيا
تقدير توزع مصادر توليد الكهرباء في جورجيا

نفق في أجاريا طوله 37.5 كم

بلغ إنتاج جورجيا كإجمالي طاقة أولية 3.71 طن نفط مكافئ في عام 2012. بلغ استهلاك الكهرباء 8.69 كيلوواط ساعي. وتسيطر الطاقة الكهرومائية على أغلبية توليد الكهرباء في جورجيا بنسبة 75%، بينما الـ25% الباقية فمصدرها الغاز الطبيعي. وفي عام 2015، بلغ إجمالي إنتاج الطاقة 10.8 طن نفط مكافئ، وتشير التقديرات إلى أن جورجيا تستهلك 25% فقط من إجمالي إنتاجها للطاقة.